# Václav Šturm
Václav Šturm (1533, Horšovský Týn – 27. dubna 1601 Olomouc) byl český jezuita, kněz a spisovatel.

## Život
Patřil k té generaci jezuitů, která musela zápasit s tím, že české země byly v druhé polovině 16. století nábožensky tolerantní a existoval zde prostor pro spolupůsobení různých konfesí, včetně těch, které nebyly součástí Basilejských kompaktát. Povolání jezuitů do Prahy králem Ferdinandem v roce 1556 znamenalo počátek velkého zápasu římskokatolické církve o obnovu své nadřazenosti v „kacířské“ zemi.
Šturm se narodil v roce 1533 a studoval na českých, což znamenalo spíše nekatolických, luteránských školách. V roce 1555 byl poslán na studia do Říma, zde vstoupil do jezuitského řádu a po návratu do Čech zastával funkci českého kazatele v Praze, v kostele sv. Klimenta u Karlova mostu. Pobyt v cizině ovšem způsobil, že Šturm ztratil obratnost ve svém rodném jazyce, takže jeho kázání nebyla plynulá, nemohla kladně působit na věřící, což si Šturm následně uvědomoval a veřejným působením se snažil vyhýbat. Proto se začal mnohem více věnovat psaní a učeným disputacím. V roce 1559 byl proto opět povolán ke studiu do Říma a do Čech se vrací v roce 1565 již jako doktor teologie. Poté působil v Praze, na rožmberském panství v jižních Čechách, kde se podílel na založení koleje v Českém Krumlově, působil i v Jindřichově Hradci a nakonec i v Olomouci, kde v roce 1601 zemřel.
Šturm nebyl jen řádovým bratrem a knězem, ale byl i význačným spisovatelem. Právě spisování mu šlo mnohem lépe než vlastní kázání, byl břitkým polemikem a nebál se pouštět do ostrých sporů. Šturm se obracel především proti Jednotě bratské a naopak ve svých spisech respektoval Basilejskými kompaktáty uznané utrakvisty, kteří se v jeho době stali téměř souputníky římských katolíků nebo se přidali k luteránům a nazývali se novoutrakvisty. Šturm se v této době soustředí právě na Jednotu, protože se domnívá, že je pod tlakem dalších konfesí a též je, v rámci protestantského tábora, vyznáním s nejslabším mocenským zázemím.
Když aristokrat Fridrich ze Žerotína nakloněný Jednotě vznesl ostrou stížnost na Šturmovo Srovnání víry a učení bratří, považoval olomoucký biskup Stanislav Pavlovský za potřebné se omluvit. Těžko obhajitelné výpady knihy se pokoušel mírnit a jako vysvětlení nabídl senilitu Šturma, který knihu publikoval jako 49letý.

## Dílo
- Srovnání víry a učení bratří starších, kteří sebe sami zákona Kristova, a jiní je Waldenskými a Boleslavskými, jinak Pikharty jmenují (1582)
- Krátké ozvání doktora Václava Šturma proti kratičkému ohlášení Jednoty Waldenské neb Boleslavské (1584)
- Apologie, to jest obrana proti nedůvodné a nestřídmé odpovědi Sylvia Uberina (1587)
- Šest důvodův pěkných a krátkých, kterýmiž se důvodně prokazuje, že Jednota Bratří Boleslavských z Boha není a že žádný v ní spasen býti nemůže (1587)
- Rozsouzení a bedlivé uvážení Velikého Kancionálu od bratří Waldenských, jinak Boleslavských (1588)
- Odpověď slušná a důvodná na velmi hanlivou a rouhavou obranu kancionálu bratrského (1590)